# Hradiště (district de Plzeň-Sud)
Pour les articles homonymes, voir Hradiště.
Hradiště (en allemand : Hradischt) est une commune du district de Plzeň-Sud, dans la région de Plzeň, en République tchèque. Sa population s'élevait à 218 habitants en 2022.

## Géographie
Hradiště se trouve à 10 km à l'ouest-nord-ouest de Blatná, à 44 km au sud-est de Plzeň et à 84 km au sud-sud-ouest de Prague.
La commune est limitée par Kasejovice au nord, par Lnáře et Kadov à l'est, par Slatina au sud, et par Chanovice, Oselce et Nezdřev à l'ouest.

## Histoire
La première mention écrite de la localité date de 1227.

## Administration
La commune se compose de trois quartiers ou divisions cadastrales :
- Bezděkov u Kasejovic
- Hradiště u Kasejovic
- Zahorčičky

## Galerie

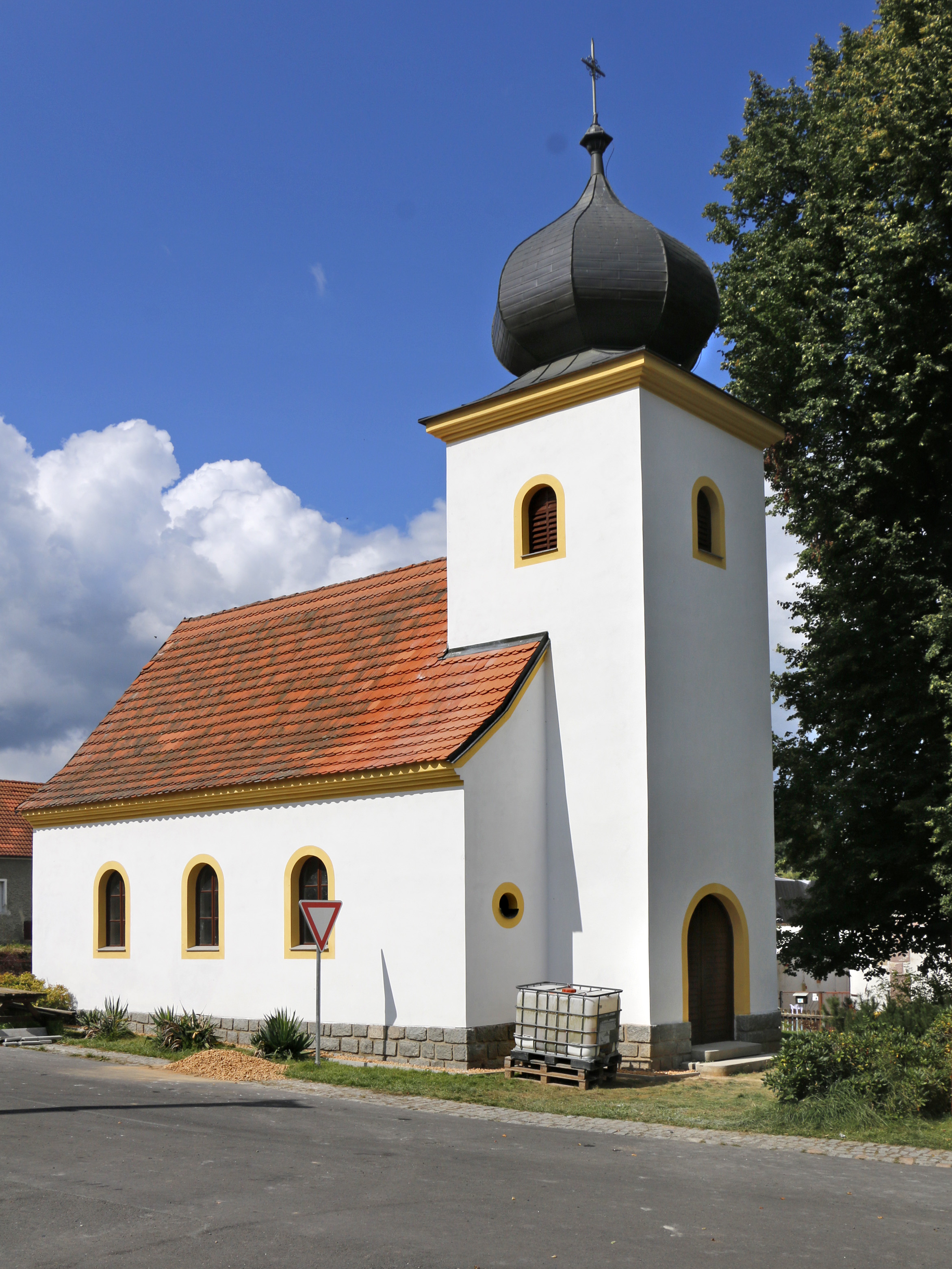
Chapelle à Hradiště.
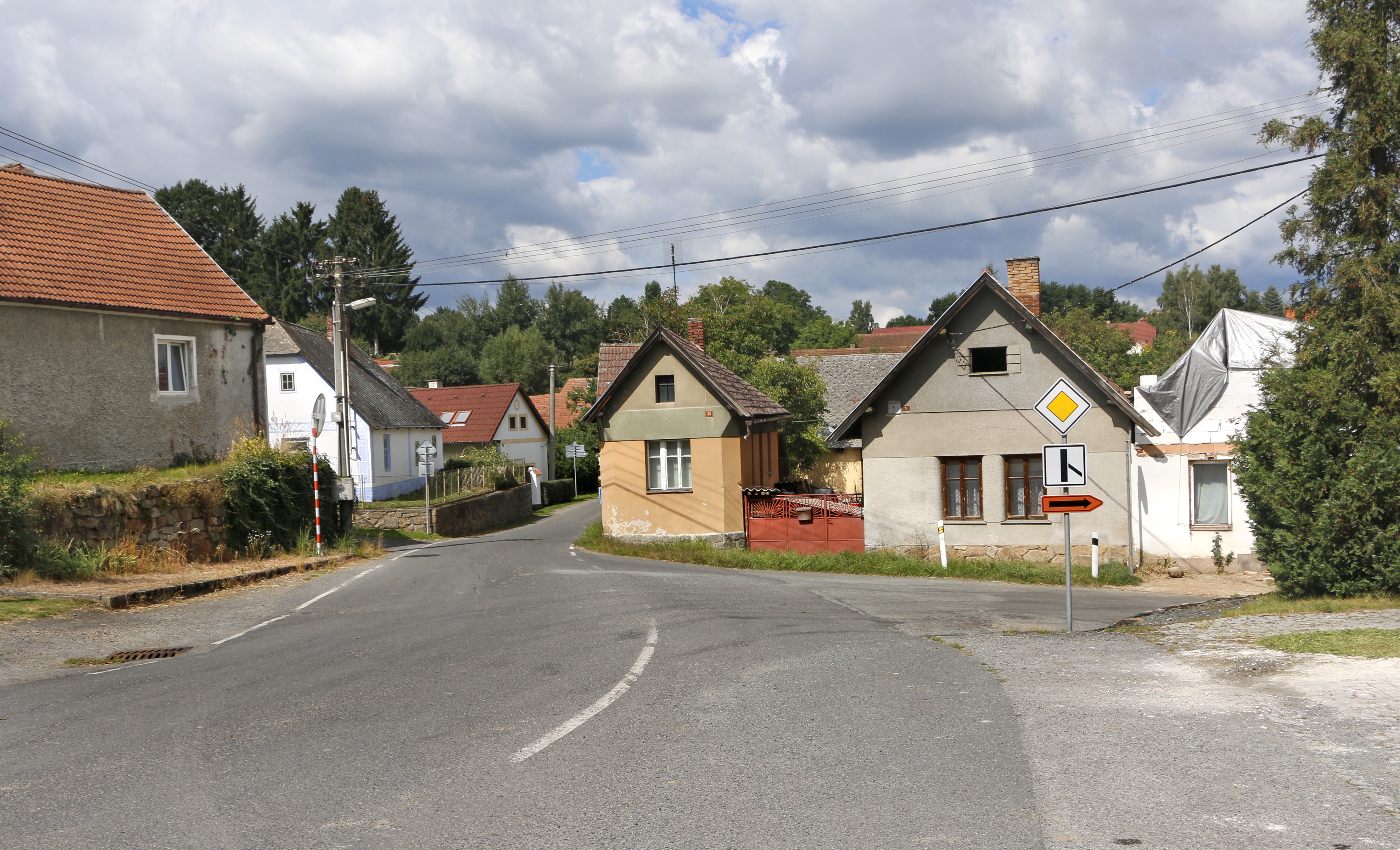
Centre de Hradiště.

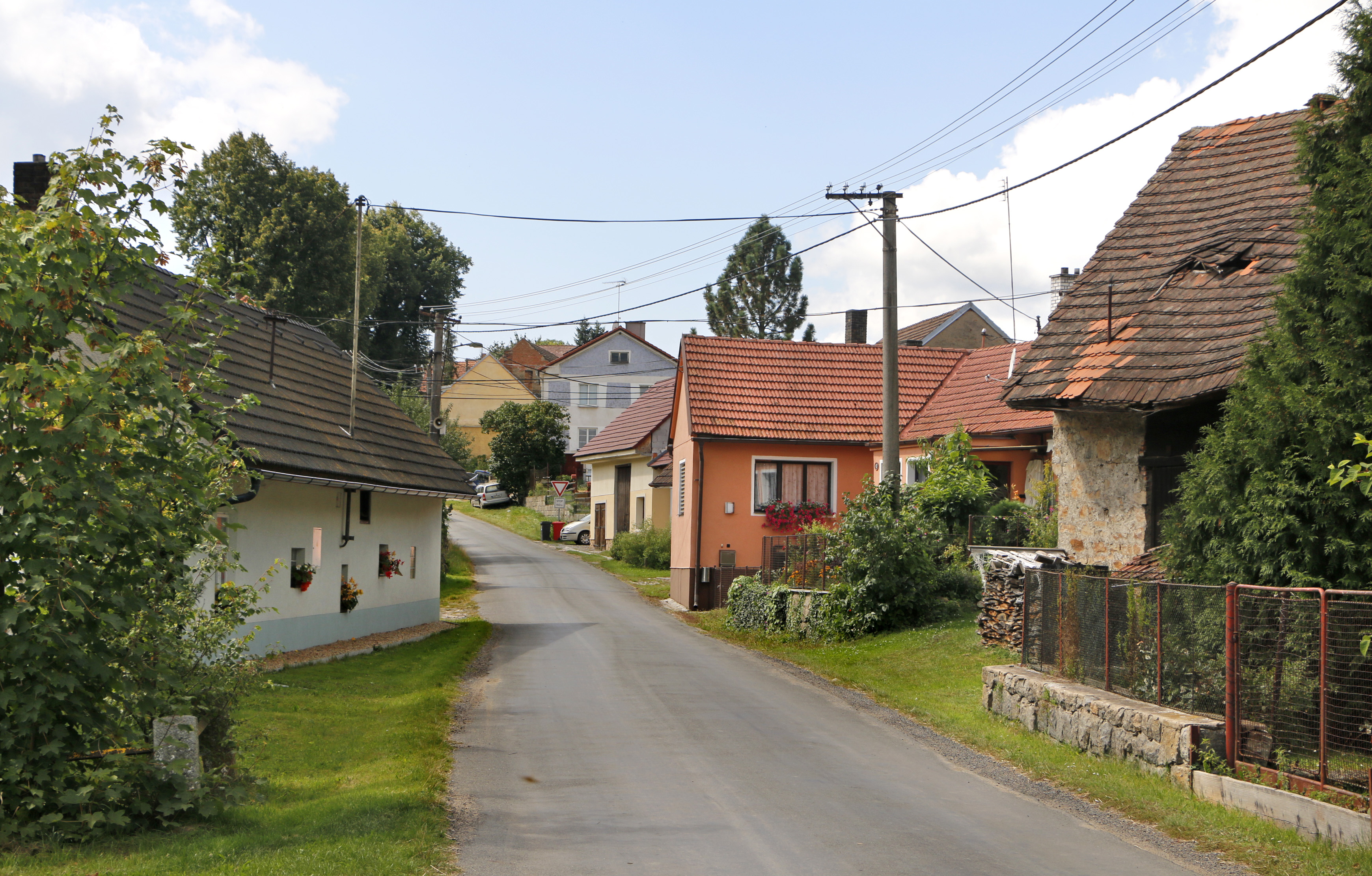
Hradiště : partie est.
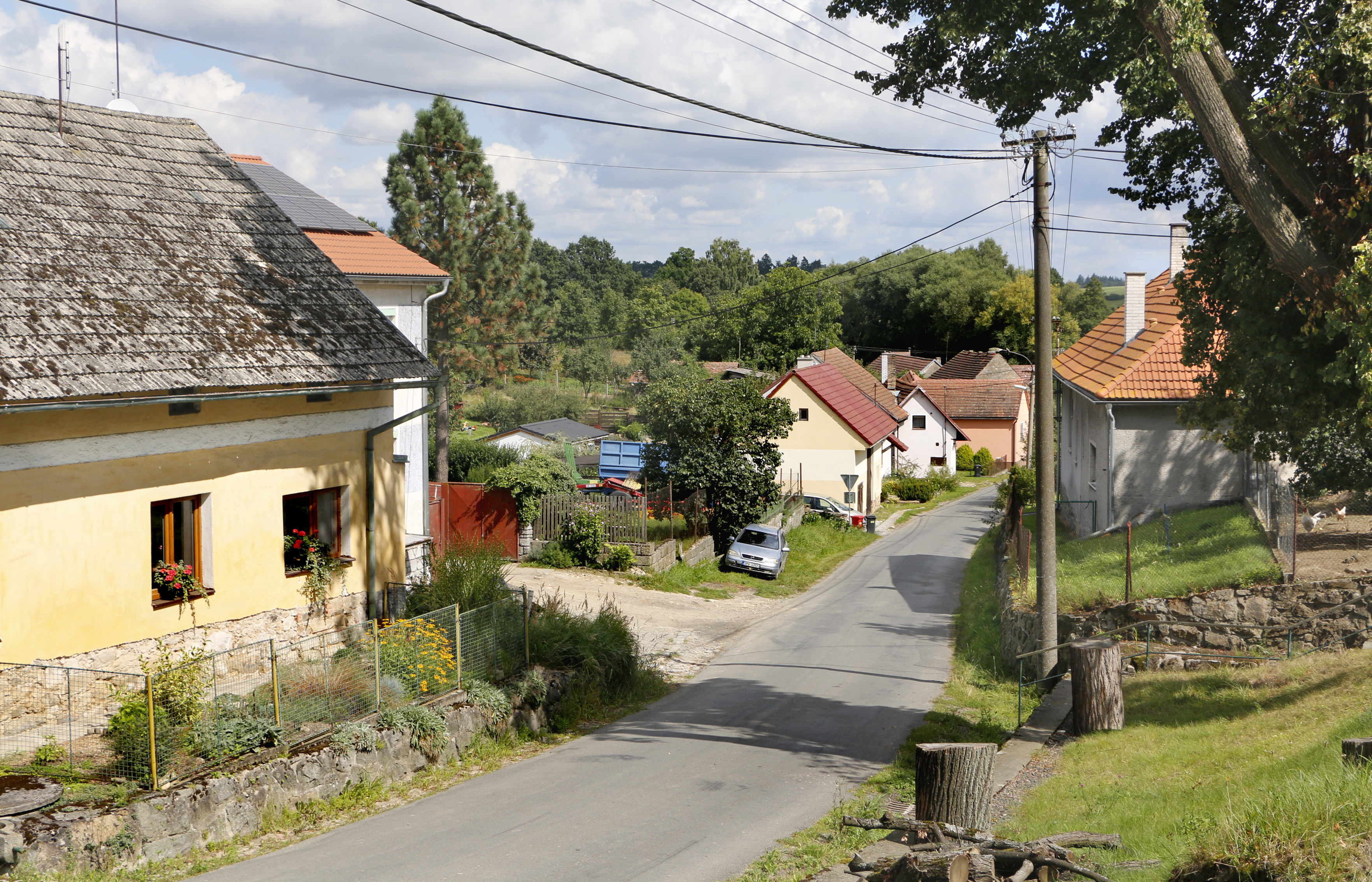
Route vers Tchořovice.

## Transports
Par la route, Hradiště se trouve à 10 km de Blatná, à 52 km de Plzeň et à 99 km de Prague.